# Запір
Запі́р — це пристрій для запирання, замикання чогось — тобто утримання, наприклад вхідних дверей, ляд для люків (військова техніка), дверцят меблів, заслінок та іншого, у зачиненому положенні. Може являти собою невелику засувку зі скобою переважно на нерухомій частині, поворотне руків'я чи простий подовжений гачок з горизонтальним кільцем навпроти. Виготовляється найчастіше з металу, пластику, а в давнину з дерева. Різновидом запору, є за́щіпка яка здебільшого, має механічний пристій у вигляді підпружиненої металевої кульки чи загостреної засувки, або магніт з одного боку, а з іншого — сталеву накладку.